# Rene Violenus
Rene F. Violenus (11 september 1967) is een Sint Maartens politicus voor de NA.  Van 28 november 2019 tot 3 mei 2024 was hij gevolmachtigd minister van Sint Maarten. Van 19 november tot 28 maart 2020 was hij tevens minister voor Toerisme, Economische Zaken, Transport en Telecommunicatie (TEATT). Violenus was luchtverkeersleider op Princess Juliana International Airport.